# 彰化縣埤頭鄉埤頭國民小學
彰化縣埤頭鄉埤頭國民小學，簡稱埤頭國小，是位於臺灣彰化縣埤頭鄉埤頭村的學校。

## 沿革
西元1936年4月，由地方人士吳良銀、吳廷發等人發起捐贈或募款購地五分二厘，建教室三間、教師宿舍兩間，建立埤頭國民學校（現合興國民小學）埤頭分教場。1947年二月獨立，命名為台中縣（舊縣制時）北斗區埤頭國民學校。1957年實施九年國民教育方改為彰化縣埤頭鄉埤頭國民小學。。

## 特色
埤頭國小陶笛、小提琴、舞蹈、說書等學生藝文社團，曾於2017年參加高鐵快閃演出，以及於2022年「建縣300‧藝揚300」北斗區演出。落實環境食農教育於2020年進行學生體驗種稻籌措畢旅基金之學習活動。